# Kolostomie

Kolostomie

Kolostomie je nejčastější druh stomie. Je to vývod tlustého střeva na povrch těla. Velikost stomie se pohybuje od 2 až po 5 cm. Vycházející stolice je zahuštěná na rozdíl od stolice vycházející z ileostomie a silně zapáchá. Pacienti používají stomické sáčky. Nachází se na vzestupném, příčném a sestupném tračníku či na esovité kličce.